# Корпускулярне випромінювання
Корпускулярне випромінювання — потік елементарних частинок із масою спокою, відмінною від нуля, що утворюється при радіоактивному розпаді, ядерних перетвореннях, або генеруються на прискорювачах.
До цього типу випромінювання відносять потоки електрично заряджених елементарних частинок (електронів, протонів), ядер різних хімічних елементів (гелію, кисню тощо), а також нейтронів — електрично нейтральних частинок.
Корпускулярне випромінювання (протони, альфа-частинки, іони гелію, ядра важчих елементів, а також електрони) поглинається здебільшого у верхніх шарах атмосфери.
Деякі види корпускулярного випромінювання застосовуються у променевій терапії і радіоізотопній діагностиці.